# María Antonieta Flores
María Antonieta Flores (Caracas, Venezuela, 22 de junio de 1960) es una poeta, ensayista, crítica literaria y profesora universitaria venezolana, magíster en Literatura Latinoamericana, editora y directora de la revista de poesía el cautivo.

## Biografía
Tempranamente se interesó en la literatura y en la escritura. Recuerda como primer libro de lectura El almacén de los niños de Jeanne-Marie Leprince de Beaumont, un ejemplar de su madre publicado en los inicios del siglo XX.  Entre sus primeras influencias literarias están Fernando Paz Castillo, Teresa de la Parra, Miguel Otero Silva, José Martí, Juan Antonio Pérez Bonalde. En 1978, se gradúa de maestra. En 1986, de profesora en Literatura y Lengua Castellana en el Pedagógico de Caracas (actual Universidad Pedagógica Experimental Libertador, UPEL). En esta misma institución obtiene su título de magíster en Literatura Latinoamericana en 1993. En 1987, entró a trabajar en el Instituto Universitario de Tecnología de la Región Capital Dr. Federico Rivero Palacio como profesora de la Cátedra de Lengua y Comunicación hasta diciembre de 2012, fecha en la que se jubila. Fue seleccionada para participar en el Taller de Poesía coordinado por Ida Gramcko durante el período 1989-1990, auspiciado por la Fundación Centro de Estudios Latinoamericanos Rómulo Gallegos (CELARG). Entre 1994 y 2000, fue profesora invitada de la Maestría de Literatura Latinoamericana de la UPEL en sus sedes de Caracas, Maturín y Maracay. En 1995, inició la publicación de una columna de reseña y crítica literaria titulada "Epífitas" en las páginas culturales del diario venezolano El Universal  que luego continuó en el Diario El Globo a partir de 1997 hasta el 2000, y, actualmente, la mantiene en la revista digital El Cautivo, medio que fundó en 2004 y que posee más de 60 números. En el año 2000 participó como poeta invitada en el prestigioso Festival Internacional de Poesía de Medellín a lo que se sumó una serie de invitaciones a importantes festivales y encuentros internacionales en Latinoamérica y Europa. Ha colaborado con importantes medios culturales como la Revista Nacional de Cultura, Revista Imagen, Revista Ulrika (Bogotá), Papel Literario de El Nacional, Verbigracia de El Universal, la Jornada Semanal (México), Revista Viernes del Diario de Centroamérica (Guatemala). En 2016 una selección de sus poemas es incluida en la antología Il fiore della poesia latinoamericana d'oggi (Secondo Volume: America meridionale – I) con selección y traducción del poeta italiano Emilio Coco

## Algunas publicaciones

### Poesía
- 1991 - El señor de la muralla (Caracas)
- 1995 - Canto de Cacería (Maracay)
- 1995 - Presente que no en ausencias (Caracas)
- 1996 - Agar (Valencia)
- 1998 - Criba de abril
- 1998 - Los trabajos interminables
- 1999 - La desalojada luz de la tarde
- 2001 - Indigo
- 2005 - Limaduras
- 2005 - La voz de mis hermanas
- 2009 - Regresaba a las injurias
- 2013 - Madera de orilla
- 2014 - Temples
- 2015 - Deletérea
- 2020 - Las conductas discretas
- 2021 - Los gozos del sueño
- 2024 - La desalojada luz de la tarde
- 2024 - La intención esquirlada

### Ensayos
- 1997 - Sophia y mythos de la pasión amorosa
- 2000 - Memoria, nostalgia y exilio (Ensayo «El caribe como sello poético en la obra de Miguel James»)
- 2000 -  Confines del placer (Ensayo «Sosegar(se). La desalojada luz de la tarde»)
- 2002 - Roberto Bolaño: la escritura como tauromaquia (Ensayo «Notas sobre Los detectives salvajes»)
- 2006 - Nación y Literatura  (Ensayo «El vínculo inevitable: la ciudad en la poesía del siglo XX»)
- 2007 - El país en el espejo de su literatura (Ensayo «La breve mirada»)
- 2013 - Aproximación al canon de la poesía venezolana. (Ensayos «Lo doméstico, categoría íntima de lo urbano y lo poético», sobre Luz Machado; «La contención de las emociones», sobre Elizabeth Schön; «El sacerdocio de la palabra», sobre Ana Enriqueta Terán)
- 2025 - Elizabeth Schön: Cercanías y aproximaciones

### Ediciones críticas
- 1998 - Pedro Francisco Lizardo. La mágica memoria. Antología mínima. Valencia, Venezuela: Ateneo de Valencia. Cuadernos Cabriales n. 57. (Selección y apéndice crítico).
- 2002 - Rafael Del Castillo Matamoros. Pirómana. (Breve antología). Caracas: Grupo Editorial Eclepsidra. (Selección y presentación).
- 2017 - Ida Gramcko. Sol y soledades. Antología mínima. Madrid: Kalathos Libros. (Selección y  prólogo).

### En antologías
- Rafael Arráiz Lucca, ant. (1997). Antología de la poesía venezolana. Caracas: Edit. Panapo.
- Julio Ortega, comp.(1997). Antología de la poesía latinoamericana del siglo XXI. El turno y la transición. México: SigloVeintiuno Editores.[6]
- Escalona-Escalona, José Antonio. (2001). Nueva antología de poetas venezolanos: nacidos entre 1930 y 1960. Mérida: Ediciones Solar.  p. 225.
- Joaquín Marta Sosa, selección, presentación y notas. (2003). Navegación de tres siglos. (Antología básica de la poesía venezolana 1826 / 2002).  Caracas: Fundación para la Cultura Urbana. España Acción Cultural Exterior.
- Yolanda Pantin & Ana Teresa Torres (2003). El hilo de la voz: Antología crítica de escritoras venezolanas del siglo XX. Caracas: Fundación Polar.
- Trilogía poética de las mujeres en Hispanoamérica. Pícaras, Místicas y Rebeldes. Saavedra, Patiño y Luna, selec. México: La cuadrilla de la langosta, 2004[7]
- Bogotá en verso (Antología poética). (2007).Bogotá: Instituto Caro y Cuervo / Ulrika. Revista de Poesía.
- Todos los poemas son de amor. (2008). Bogotá: Alcaldía Mayor Santafé deBogotá D. C. Secretaría de Educación.
- Marisa Trejos S. y Socorro Trejos S. Al filo del gozo. (2008). México: Editorial Viento al Hombro.
- Federico Díaz-Granados, edición y selección. La música callada, la soledad sonora. Antología de poemas al jazz. (2008) Bogotá: Fundación Orlando Sierra/ Corporación Jazz Manizales
- Nuestra voz / Our voice / Notre voix. Antología del Comité de Escritoras del PEN Club Internacional. t. IV. (2008). Salta, Argentina: Editorial Biblioteca de textos universitarios / International PEN Women Writers Comnmittee (IPWWC).
- Gina Saraceni, ant. (2008). En-obra (Antología de la poesía venezolana 1983-2008)  Caracas: Editorial Equinoccio.
- Poesía Latinoamericana. Argentina-Venezuela  Rosario, Argentina: Edición de poesía de Rosario y Juglaría Argentina, 2009.
- Thiago de Mello, selec., traduc. y notas. Poetas da América de canto castelhano. Sao Paulo: Global, 2011.[7]
- Portable Country - Venezuelan Poetry: 1921-2001  Edited and translated by Guillermo Parra. http://www.typomag.com/issue18/TYPO_18_Portable_Country.PDF
- Joaquín Marta Sosa, selección, presentación y notas. (2013). Navegación de tres siglos. (Antología básica de la poesía venezolana 1826 / 2013). 2ª ed. revisada y ampliada. Caracas: Sociedad de Amigos de la Cultura Urbana.
- Roberto Arizmendi, comp. Poesía de América Latina para el mundo. México: Ediciones Fósforo / Universidad Juárez Autónoma de Tabasco, 2013.
- Adalber Salas Hernández y Alejandro Sebastiani Verlezza. Poetas venezolanos contemporáneos. Tramas cruzadas, destinos comunes. Bogotá: Común Presencia Editores, 2014.[7]
- 102 poetas. Jamming. Poemas. Caracas, Oscar Todtman editores, 2015.
- Kira Kariakin, Virginia Riquelme, Violeta Rojo, comp. Basta. Cien mujeres contra la violencia de género en Venezuela.  Caracas, Fundavag Ediciones, 2015.
- Cantos de fortaleza. Antología de poetas venezolanas. Madrid: Kalathos Ediciones, 2016.
- Emilio Coco. Il fiore della poesia latinoamericana d’oggi. Terzo volume. America meridionale. Rimini: II Raffaelli Editore, 2016.
- Farazdel, María [Palitachi], comp. Voces de América Latina. Kingwood, Tx: MediaIsla, 2016.
- Antonio López-Ortega,  Miguel Gomes y Gina Saraceni. "Rasgos Comunes. Antología de la poesía venezolana del siglo XX". Valencia, España: Editorial Pre-Textos, 2019.
- Rocío Durán-Barba. Resistir. Antología poética. París: Centros PEN de América Latina con colaboración de PEN France, 2019.
- AAVV."Nubes. Poesía hispanoamericana". Edda Armas, selección.  Madrid: Editorial Pre-Textos, 2019.

## Premios
- 1985 - Primera Mención del Concurso de Poesía de la Asociación de Escritores de Venezuela (AEV) con el poemario Registro en el asfalto (inédito).
- 1994 - Premio de Poesía de la I Bienal de Literatura Municipal «Augusto Padrón»
- 1996 - Premio Municipal de Literatura «Rafael Angel Insausti» mención Ensayo (Barinas)
- 1997 - Premio en Ensayo Literario en la IV Bienal de Literatura Mariano Picón Salas con Espiral sonora. Lectura de Ida Gramcko (inédito).
- 1999 - Mención Premio Municipal de Literatura
- 2001 - Premio Único del Primer Concurso Transgenérico de la Fundación para la Cultura Urbana
- 2016 - Premio de Honor Naji Naaman’s Literary Prizes 2016, otorgado por la Naji Naaman’s Foundation for Gratis Culture, de Líbano, por su trayectoria completa. Honor prizes (for complete work).[8]
- 2022 - Botón Filuc a su trayectoria. Feria Internacional del Libro de la Universidad de Carabobo (Filuc)[9]